# Participantes de la Vuelta a Guatemala 2013
Esta edición de la Vuelta a Guatemala, contará con 5 equipos extranjeros y 8 equipos nacionales haciendo un total de 83 corredores ya que la Selección Nacional de Guatemala sub23 corrió la vuelta con 5 participantes, de los extranjeros que han confirmado su participación están el venezolano Manuel "El Gato" Medina, quien fue campeón de la Vuelta a Guatemala 2008, el colombiano Óscar Sánchez actual líder del UCI America Tour 2012-2013, el ecuatoriano Byron Guamá junto a Gregory Brenes de Costa Rica y Carlos López (México) campeón de la Vuelta a Guatemala 2007, comentó Javier Cuque, del departamento de prensa de la federación de ciclismo.
|  |

| Referencias: DT, director técnico; N.º, número de dorsal; Nac., nacionalidad; Cat., categoría; Ab, abandonó; Ns, no salió; Ft, eliminado por llegar fuera del tiempo establecido. El número ordinal que acompaña a Ab, Ns y Ft indica la etapa en que sucedió. Las edades de los ciclistas corresponden al día de inicio de la competencia (13 de mayo de 2012). Los puestos corresponden a las posiciones de la clasificación final. |

|  |

|  | Insta-Cofi de Café Quetzal | Puesto: -.° |  |

|  | Categoría: Amateur | DT: Oscar Martín Saloj |  |

|  | N.º |  | Nac. Ciclista                  | Cat.   | Edad | Nacimiento | Puesto |  |
|  | --- |  | ------------------------------ | ------ | ---- | ---------- | ------ |  |
|  | 1   |  | Luis Danilo Marroquín Pérez JF | Élite  | 29   | 08-09-1982 | -.°    |  |
|  | 2   |  | Alder Torres Yuman             | Élite  | 23   | 15-03-1990 | -.°    |  |
|  | 3   |  | Jhonathan de León Paz          | Sub-23 | 19   | 14-10-1993 | -.°    |  |
|  | 4   |  | Julián Yac Yac                 | Élite  | 27   | 08-11-1985 | -.°    |  |
|  | 5   |  | Nervin Geovany Jiatz Sut       | Sub-23 | 20   | 01-06-1992 | -.°    |  |
|  | 6   |  | Miguel Ángel Muñoz Yax         | Sub-23 | 21   | 29-09-1991 | -.°    |  |

|  | Selección Nacional de México | Puesto: -.° |  |

|  | Categoría: Amateur | DT: Juan Jose Monsivais |  |

|  | N.º |  | Nac. Ciclista            | Cat.   | Edad | Nacimiento | Puesto |  |
|  | --- |  | ------------------------ | ------ | ---- | ---------- | ------ |  |
|  | 21  |  | Juan Pablo Magallanes JF | Élite  | 31   | 06-02-1982 | -.°    |  |
|  | 22  |  | Luis Álvarez             | Élite  | 26   | 30-12-1987 | -.°    |  |
|  | 23  |  | Luis Pulido              | Élite  | 32   | 17-01-1981 | -.°    |  |
|  | 24  |  | Ramón Aguirre            | Élite  | 24   | 31-08-1988 | -.°    |  |
|  | 25  |  | Ignacio Pardo            | Sub-23 | 19   | 21-09-1993 | Ab 2.º |  |
|  | 26  |  | Francisco Matamoros      | Élite  | 27   | 01-08-1985 | -.°    |  |

|  | Cable DX-Decorabaños-Asociación de Quetzaltenango | Puesto: -.° |  |

|  | Categoría: Amateur | DT: Alejo Mazariegos |  |

|  | N.º |  | Nac. Ciclista     | Cat.   | Edad | Nacimiento | Puesto |  |
|  | --- |  | ----------------- | ------ | ---- | ---------- | ------ |  |
|  | 41  |  | Manuel Rodas JF   | Élite  | 28   | 05-07-1984 | -.°    |  |
|  | 42  |  | Walter Escobar    | Sub-23 | 22   | 30-06-1990 | -.°    |  |
|  | 43  |  | Dorian Monterroso | Sub-23 | 20   | 06-01-1993 | -.°    |  |
|  | 44  |  | Asbel Rodas       | Élite  | 24   | 13-08-1987 | -.°    |  |
|  | 45  |  | Alfredo Ajpacaja  | Élite  | 23   | 10-11-1989 | -.°    |  |
|  | 46  |  | Fredy Colop Yac   | Élite  | 23   | 28-05-1989 | -.°    |  |

|  | Coopenae-Movistar-Economy | Puesto: -.° |  |

|  | Categoría: Amateur | DT: Mauricio Calderon |  |

|  | N.º |  | Nac. Ciclista       | Cat.   | Edad | Nacimiento | Puesto |  |
|  | --- |  | ------------------- | ------ | ---- | ---------- | ------ |  |
|  | 61  |  | Gregory Brenes JF   | Élite  | 25   | 21-04-1988 | -.°    |  |
|  | 62  |  | José Adrián Bonilla | Élite  | 29   | 28-04-1978 | -.°    |  |
|  | 63  |  | Paul Betancourt     | Élite  | 24   | 20-03-1989 | -.°    |  |
|  | 64  |  | Dennis Porras       | Élite  | 24   | 11-02-1989 | Ab 1.ª |  |
|  | 65  |  | Enrique Artavia     | Élite  | 28   | 18-10-1984 | -.°    |  |
|  | 66  |  | Carlos Villalobos   | Sub-23 | 20   | 29-05-1992 | -.°    |  |

|  |

|  | FCV Selección Nacional de Venezuela | Puesto: -.° |  |

|  | Categoría: Amateur | DT: Jesus Leonett |  |

|  | N.º |  | Nac. Ciclista         | Cat.  | Edad | Nacimiento | Puesto |  |
|  | --- |  | --------------------- | ----- | ---- | ---------- | ------ |  |
|  | 91  |  | Manuel Medina JF      | Élite | 36   | 14-07-1976 | -.°    |  |
|  | 92  |  | Eduin Becerra         | Élite | 27   | 28-09-1985 | -.°    |  |
|  | 93  |  | José Alirio Contreras | Élite | 24   | 27-10-1988 | -.°    |  |
|  | 94  |  | José Alarcón          | Élite | 24   | 12-06-1988 | -.°    |  |
|  | 95  |  | Artur García          | Élite | 29   | 26-01-1984 | -.°    |  |
|  | 96  |  | Honorio Machado       | Élite | 30   | 26-07-1982 | -.°    |  |

|  | Asociación de Chimaltenango-Restaurante Chichoy | Puesto: -.° |  |

|  | Categoría: Amateur | DT: Lazaro Martin |  |

|  | N.º |  | Nac. Ciclista             | Cat.   | Edad | Nacimiento | Puesto |  |
|  | --- |  | ------------------------- | ------ | ---- | ---------- | ------ |  |
|  | 111 |  | Carlos Magzul JF          | Élite  | 27   | 16-09-1985 | -.°    |  |
|  | 112 |  | Elmer Jouse Cali Chex     | Sub-23 | 20   | 11-01-1993 | -.°    |  |
|  | 113 |  | Lázaro Saquil Chilé       | Élite  | 23   | 09-11-1989 | -.°    |  |
|  | 114 |  | Nery Sorbando Pinzón Chan | Sub-23 | 21   | 03-04-1992 | -.°    |  |
|  | 115 |  | Juan Boron Socop          | Élite  | 28   | 21-02-1985 | -.°    |  |
|  | 116 |  | Juan Adolfo Cuxil Much    | Élite  | 25   | 09-05-1987 | -.°    |  |

|  |

|  | Selección Sub-23 de Guatemala | Puesto: -.° |  |

|  | Categoría: Amateur | DT: Héctor Aroldo Dubon Shwendener |  |

|  | N.º |  | Nac. Ciclista                         | Cat.   | Edad | Nacimiento | Puesto |  |
|  | --- |  | ------------------------------------- | ------ | ---- | ---------- | ------ |  |
|  | 131 |  | Francisco Osweli González Sacalxot JF | Sub-23 | 19   | 13-09-1993 | -.°    |  |
|  | 132 |  | Marvin Leonel Soloman Ajuchan         | Sub-23 | 20   | 30-03-1993 | -.°    |  |
|  | 133 |  | Celso Agustín Ajpacaja Tax            | Sub-23 | 19   | 06-04-1994 | -.°    |  |
|  | 134 |  | Álvaro Pinzón Chan                    | Sub-23 | 19   | 16-07-1994 | -.°    |  |
|  | 135 |  | Geovani Macario Sam Poz               | Sub-23 | 19   | 19-02-1994 | -.°    |  |
|  | --  |  |                                       |        |      |            |        |  |